# Завод за глувонему децу у Пожаревцу
Завод за глувонему децу у Пожаревцу има дугу традицију зачету с краја  19.  века када је Вељку Рамадановићу (стручњаку са дипломом Прашког заводу за слепе) Министарство просвете Краљевине Србије дало дозволило да отвори прву школу за глувонему и слепу децу у Пожаревцу.

## Предуслови
Однос према здрављу, као највећој човековој вредности, има дугу традицију у Србији. Још у 19.  веку, под утицајем Париске комуне (1871), у Кнежевини Србији  децембра 1879. године донет је Закон о народном санитетском фонду, а марта 1881. Закон о уређењу санитетске струке и чувању народног здравља, који је предвидео да се оснују установе за лечење болесних људи (богаља, слепих, глувонемих и суманутих).
Скраја 19, века, почев од 31. децембра 1890. године, датира први попис који бележи и становнике са телесним манама и душевним недостацима у Краљевини Србији. Тада је држава стекла увид у тачан број глувих, слепих, душевно болесних и осталих дефектних особа. Према овом попису регистровано је 4.692 глува становника, од укупног броја 2.161.961 колико је Краљевина Србија у том тренутку имала.
На попису, из 1895. године, у Србији је било 4.125 глувих, док је на наредном попису из 1900. године забележено 3.859 глувих од 2.492.882 становника Краљевине Србије.
Попис из 1905. године забележио је 4.128 глувих лица, што је чинило око 16,40 лица на 10.000 становника.
Aко имамо у виду да је Србија 1905. године имала 2.688.747 становника пораст броја глувих није био значајан. Становништво.
Ипак, о овим становницима земље нико није водио посебну бригу. Они који су остајали  селу били су проста радна снага, а они који су били пролетеријатског статуса одавали су се прошњи по улицама градова и вароши, неретко служећи код имућнијих газда за малу новчану надокнаду.
Непостојање потребних завода за лечење глувих објашњавало се већом присутношћу глувих особа на селу него у градовима.  Ипак, у Краљевини Србији се све јаче чуо глас за решавање овог проблема по угледу на развијене државе Европе (Француску, Пруску и Аустроугарску) у области здравства, социјалне заштите и образовања, који су известан период били ништа друго до декларативно прокламовање обавезног школовања све деце у Србији.
Бечки лекар др Ханрих Адлер о Србији тог времена пише овако: „Иначе у Србији нема никаквих јавних ни приватних доброчинских завода ни домова. О заводима за слепе и глувонеме,  као и о сиротињском дому није било ни помена”.
Сплетом несрећних околности, тачније свеопштим реформама краља Милана, ратовима са Турцима и Бугарима, као и избијањем Тимочке буне, држава се нашла на ивици банкрота. Како би се што више новца приштедело, Народна скупштина Србије се 1884. године одлучила на одгађање реализације члана 28 Санитетског закона, што је за последицу имало обустављање напора да се отвори школа за глуву децу у Београду. Љубомир Миладиновић и Коста Николић били су приморани да одустану од дефектологије, те да се преусмере на студије педагогије и психологије.

## Историја
Установа је настала када је Министарство просвете Краљевине Србије 15. маја 1896. године дозволило Вељку Рамадановићу српском педагогогу и социјални радник за заштиту слепе, глуве и друге инвалидне деце,  да отворио у Пожаревцу ,,Први српски завод за глувонему децу“ у Призренској улици бр.11 (данас Улица Војске Југославије бр.15).
Због лоших финансијских и материјалних разлога, Вељко је био принуђен да ову школу затвори 1898. године. Остаће упамћен и по адаптацији Брајеве азбуке на српски језик са намером да у Србији отвара школе за слепу и слабовиду децу. Вељко Рамадановић је након затварања школе постао полицијски комесар у Топчидеру. Затим је постављен за начелника среза голубачког, потом пчињског и на крају до пензије за управника првог кварта у Скопљу.